# André Bester
André Bester (26 ottobre 1965) è un allenatore di rugby a 15 sudafricano ed ex rugbista a 15 attivo nel ruolo di tallonatore.

## Biografia
Già ufficiale dell'esercito sudafricano, Andrè Bester dopo aver giocato in patria, nel 1997 cominciò la sua carriera da allenatore. Giunse in Italia al Rovigo come responsabile del settore giovanile; l'anno successivo fu in Irlanda a Ballymena e poi dal 2001 al Belfast Harlequins con cui giunge in finale per il titolo nazionale. Già a maggio 2005 lascio l'Ulster per approdare al Rotherham.
In Inghilterra partecipò nella veste di capo-allenatore al National Division One, seconda categoria nazionale. Alla scadenza del contratto biennale annunciò l'addio alla fine della seconda stagione. L'esperienza con i Titans terminò ad un soffio dalla promozione. Ritornò nello Yorkshire nel 2010 per altre due stagioni senza mai superare il settimo posto in Championship.
Vicino ad entrare nell'organico tecnico del Sale Sharks, nel 2014 si trasferì in Italia al CUS Torino impegnato in Serie A. L'esperienza al CUS durò appena una stagione ma rimase in Piemonte, si accasò al VII Rugby Torino, questa volta scendendo di categoria in Serie B. In appena due stagioni raggiunse l'obiettivo della promozione in serie A battendo ai play-off Amatori Catania.
Si trasferì in Francia all'Aurillac impegnato in seconda divisione. Bester mantiene la panchina fino al 2020 quando nel corso della stagione annunciò la risoluzione del contratto e poi accasarsi al SAXV Charente in qualità di responsabile degli avanti.